# Coppermine Photo Gallery
Coppermine Photo Gallery — специализированная CMS для создания фотогалерей в интернете. Написана на PHP, для хранения данных использует MySQL. Для обработки изображений требует наличие на хостинге ImageMagick или GD Graphics Library. Интерфейс переведен на десятки языков. Обладает множеством функций — рейтинг, разделение на категории, комментарии и многое другое. Поддерживает шаблоны оформления, что позволяет настраивать дизайн галереи.
Имеются средства интеграции Coppermine Photo Gallery с множеством популярных веб-приложений, включая e107, Invision Power Board, Joomla!, Mambo, phpBB, PostNuke, PunBB, Simple Machines Forum, vBulletin, YaBB и т. д..

## Лицензия
Coppermine — это программа с открытым исходным кодом, лицензированная на условиях GNU General Public License. Однако, в соответствии с FAQ проекта, пользователи обязаны поставить ссылку «Powered by Coppermine» на веб-сайте своего проекта, в противном случае они не имеют права задавать вопросы через форму поддержки Coppermine. Совместимость этого требования с GPL обсуждалась на форуме Coppermine в 2003—2004. В Coppermine team было решено, что «Powered by Coppermine» — это законное уведомление об авторских правах, не противоречащее GPL.